# The Safety Dance
The Safety Dance è un singolo del gruppo musicale canadese Men Without Hats, pubblicato nel 1982 come secondo estratto dal primo album in studio Rhythm of Youth.

## Descrizione
Il testo venne composto da Ivan Doroschuk, che si ispirò a quando era stato cacciato da una discoteca per aver ballato il pogo.

## Video musicale
Il videoclip è stato girato nel villaggio di West Kington nella contea di Wiltshire, in Inghilterra, dove si vedono i protagonisti del video vestiti a tema medievale ballare e danzare.

## Successo commerciale
Il singolo ottenne un grande successo a livello mondiale, classificandosi al primo posto della Hot Dance Club Play e della classifica Cash Box negli Stati Uniti, nonché al sesto posto nella UK Singles Chart.